# Szwadron Kawalerii KOP „Żurno”
Szwadron Kawalerii KOP „Żurno” – pododdział kawalerii Korpusu Ochrony Pogranicza.

## Formowanie i zmiany organizacyjne
Na posiedzeniu Politycznego Komitetu Rady Ministrów, w dniach 21-22 sierpnia 1924, zapadła decyzja powołania Korpusu Wojskowej Straży Granicznej. 12 września 1924 Ministerstwo Spraw Wojskowych wydało rozkaz wykonawczy w sprawie utworzenia Korpusu Ochrony Pogranicza, a 17 września instrukcję określającą jego strukturę. Jesienią 1924 został sformowany 5 szwadron kawalerii. Szwadron wchodził w skład 1 Brygady Ochrony Pogranicza. Na miejsce postoju wybrano folwark Zurne, w gminie Bereźne powiatu rówieńskiego, a od 1 stycznia 1925 - powiatu kostopolskiego.
Szwadron był podstawową jednostką taktyczną kawalerii KOP. Zadaniem szwadronu było prowadzenie działań pościgowych, patrolowanie terenu, w dzień i w nocy, na odległości nie mniejsze niż 30 km, a także utrzymywanie łączności między odwodami kompanijnymi, strażnicami i sąsiednimi oddziałami oraz eskortowanie i organizowanie posterunków pocztowych. Wymienione zadania szwadron realizował zarówno w strefie nadgranicznej, będącej strefą ścisłych działań KOP, jak również w pasie ochronnym sięgającym około 30 km w głąb kraju. Szwadron był też jednostką organizacyjną, wyszkoleniową, macierzystą i pododdziałem gospodarczym .
W skład szwadronu wchodzić miały cztery plutony liniowe i drużyna dowódcy szwadronu. Według etatu szwadron liczyć powinien trzech oficerów, 19 podoficerów i 65 ułanów. Na uzbrojeniu posiadał 77 karabinków, 7 pistoletów oraz 82 szable.
W lipcu 1929 zreorganizowano kawalerię KOP. Zorganizowano dwie grupy kawalerii. Podział na grupy uwarunkowany był potrzebami szkoleniowymi i zadaniami kawalerii KOP w planie „Wschód”. Szwadron wszedł w skład grupy południowej. Przyjęto też zasadę, że szwadrony przyjmą nazwę miejscowości będącej miejscem ich stacjonowania. Obok nazw geograficznych, do 1931 stosowano również numer szwadronu.
W 1934(?)1932roku dokonano kolejnego podziału szwadronów. Tym razem na trzy grupy inspekcyjne. Szwadron wszedł w skład grupy środkowej.
Jednostką administracyjną dla szwadronu był batalion KOP „Bereźne”. Konie w poszczególnych szwadronach dobierano według maści. W szwadronie „Iwieniec” konie były gniade.
W 1938 nastąpiła reorganizacja podporządkowania i struktur kawalerii KOP. Szwadrony zakwalifikowano do odpowiednich typów jednostek w zależności od miejsca stacjonowania. Szwadron zakwalifikowano do grupy I. Organizacja szwadronu kawalerii na dzień 20 listopada 1938 przedstawiała się następująco: dowódca szwadronu, szef szwadronu, drużyna ckm, drużyna gospodarcza, patrol telefoniczny i dwa plutony liniowe po cztery sekcje, w tym sekcję rkm . Liczył 2 oficerów, 1 chorążego, 8 podoficerów zawodowych, 2 podoficerów nadterminowych i 72 ułanów. Na uzbrojeniu posiadał 2 ckm, 2 rkm, 73 karabinki, 76 szabel. Posiadał też 83 konie wierzchowe. Szwadron wchodził w skład pułku KOP „Sarny”.
W ramach mobilizacji częściowej zarządzonej 23 marca 1939 szwadron przegrupował się w rejon Wielunia, gdzie organizowany był ćwiczebny pułk kawalerii KOP podporządkowany dowódcy OK IV. W maju szwadron wszedł w skład 1 pułku kawalerii KOP jako jego V szwadron.

## Żołnierze szwadronu
Dowódcy szwadronu:
- rtm. Bernard Romanowski (1925[23]- był w 1928[24] )
- rtm. Stanisław Nakoniecznikoff-Klukowski (14 października 1932 – 1938 → dowódca szw. kaw. „Stołpce”)
- p.o? rtm. Jan Kwiatkowski III (był w 1937)[24] [24] ?
- rtm. Konstanty Kozłowski[g] (1 lipca 1936 – III 1939[26])
- rtm. Marian Szalewicz (1939[27] → 7 psk)
- rtm. Kazimierz Minecki z 7 psk (29 kwietnia 1938[24]  – 1939[20][21])

Obsada personalna 5 szwadronu 1 pkaw KOP:
- dowódca szwadronu – rtm. Kazimierz Minecki[h]
- dowódca I plutonu – ppor. rez. Michał Gutsche (?)[i]
- dowódca II plutonu – ppor. rez. Julian Kielmiński z 17 p.uł.
- dowódca III plutonu – st. wachm. N.N.
- szef szwadronu – N.N.